# Güləzi
Güləzi (hay còn gọi là Gyulezi và Gyulyazy) là một làng đô thị thuộc vùng Quba của Azerbaijan.  Có dân số là 1,375 người.  Đô thị này bao gồm các làng Güləzi, Aydınkənd, Dalaqo, Kunxırt, Xanagahyolu, và Xırt.